# Ilha de Cortegada
A ilha de Cortegada é a maior ilha do arquipélago de Cortegada, situado na província de Pontevedra, perto do estuário do rio Ulla na ria de Arousa, frente às costas de Carril, no concelho de Vilagarcía de Arousa, na Galiza. Este arquipélago contém, à parte da ilha de Cortegada, outros grupos de ilhas, como as ilhas Malveiras ou as ilhas Briñas, e está incluído no Parque Nacional das ilhas Atlânticas.
É uma ilha de maré, ou seja, liga-se a terra na baixa mar. A ligação é feita pelos viveiros. Tem uma extensão de 5 hectares e uma superfície de 2,5 quilômetros quadrados com algumas praias e duas pequenas colinas de pouco mais de 20 metros de altura, cobertas por uma abundante flora; a maior floresta de loureiros da Península Ibérica, além de pinheiros, e outra vegetação.

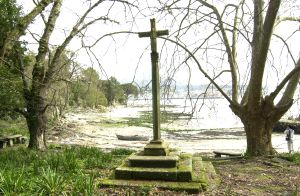
Cruzeiro frente ao antigo mosteiro de Cortegada, junto ao litoral da ilha

## História
Na Idade Média foi um lugar relacionado com as peregrinações a Compostela que vinham pelo mar. Havia nela uma pequena população e uma ermida dedicada à Nossa Senhora de Cortegada onde se celebra a famosa romaria.
Foi habitada até princípios do século XX (1910) e logo foi obsequiada a Afonso XIII com mente de construir nela uma residência estival para o monarca, mas nunca chegou a construí-la. Foi despovoada e assim permanece. A 13 de Junho de 2002 foi incluída no Parque natural das ilhas do Atlântico.
Foi vendida finalmente por Juan de Bourbon em 1978. A 30 de Agosto de 2007, quando foi desapropriada pela Junta da Galiza após o pago de 1,8 milhões de euros, a ilha voltou a ser de domínio público.